# Novînî, Volodîmîr-Volînskîi
Novînî (în ucraineană Новини) este un sat în comuna Mîkîtîci din raionul Volodîmîr-Volînskîi, regiunea Volînia, Ucraina.

## Demografie
Componența lingvistică a localității Novînî
     Ucraineană (99,1%)
     Alte limbi (0,9%)
Conform recensământului din 2001, majoritatea populației localității Novînî era vorbitoare de ucraineană (99,1%), existând în minoritate și vorbitori de alte limbi.